# El Rosario, Sinaloa
El Rosario är en ort i Mexiko.   Den ligger i kommunen Culiacán och delstaten Sinaloa, i den västra delen av landet, 1 000 km nordväst om huvudstaden Mexico City. El Rosario ligger 17 meter över havet och antalet invånare är 14 577.
Terrängen runt El Rosario är platt. Runt El Rosario är det ganska tätbefolkat, med 155 invånare per kvadratkilometer. El Rosario är det största samhället i trakten. Trakten runt El Rosario består till största delen av jordbruksmark.